# BDŽ
Pour les articles homonymes, voir BDZ.
Les Chemins de fer bulgares (bulgare : Български държавни железници, Balgarski daržavni železnitsi, БДЖ, BDŽ) sont la compagnie nationale de chemin de fer de la Bulgarie et le plus important transporteur ferroviaire du pays.
Les chemins de fer bulgares sont membres de l'Union internationale des chemins de fer (UIC). Le code pays UIC de la Bulgarie est le 52.

## Histoire
Sa création remonte à 1885, lorsque l'assemblée nationale adopte l'acte des chemins de fer. La structure en elle-même commence ses activités en 1888, année de l'ouverture de la gare centrale de Sofia. Le siège de la compagnie est situé dans la capitale. 
Depuis les années 1990, les BDŽ ont subi une forte concurrence du transport automobile avec une forte baisse de leur part de marché tant en fret qu'en service voyageurs, de 1994 à 2010.
Le 1er janvier 2002, les chemins de fer bulgares ont été restructurés, afin de se conformer aux objectifs des directives européennes 91/440 et suivantes. À cet effet, deux compagnies distinctes ont été créées : BDZ EAD, entreprise ferroviaire exploitant les trains de voyageurs et de marchandises, et un gérant d'infrastructure dont l'acronyme usuel, en Europe occidentale, est NRIC ("National Railway Infrastructure Company").
À partir de 2010, les activités "passagers" et "fret" de BDZ EAD ont été séparées, BDZ EAD devenant une holding. En 2012, la privatisation de la compagnie fret a été lancée, puis suspendue en 2013 à la demande d'un créancier.
En 2014, les quatre compagnies réunies sous BDŽ EAD sont :
- BDŽ Putnicheski Prevozi Ltd. : opérateur passagers ;
- BDŽ Tovarni Prevozi Ltd. - opérateur fret, avec une filiale de messageries BDZ SPED Ltd ;
- BDŽ Traktzionen Podvizhen Sustav Ltd. - location et maintenance de matériel moteur ;
- BDŽ-Koncar Inc. - joint venture de BDŽ EAD and KONČAR (Croatie) chargée des révisions, rénovations et transformations de matériels moteurs.

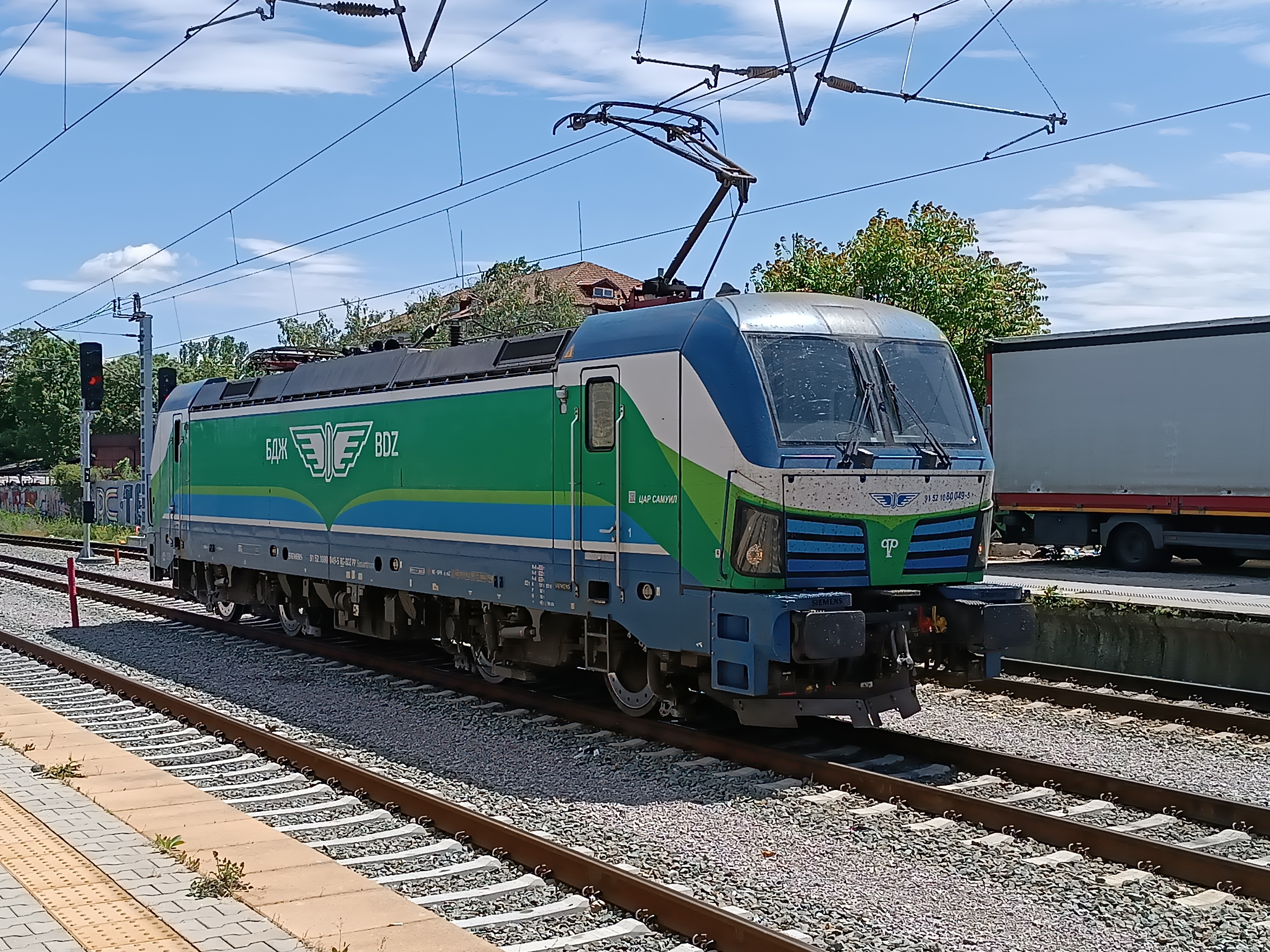
En gare de Sofia, une locomotive récemment livrée en 2024.
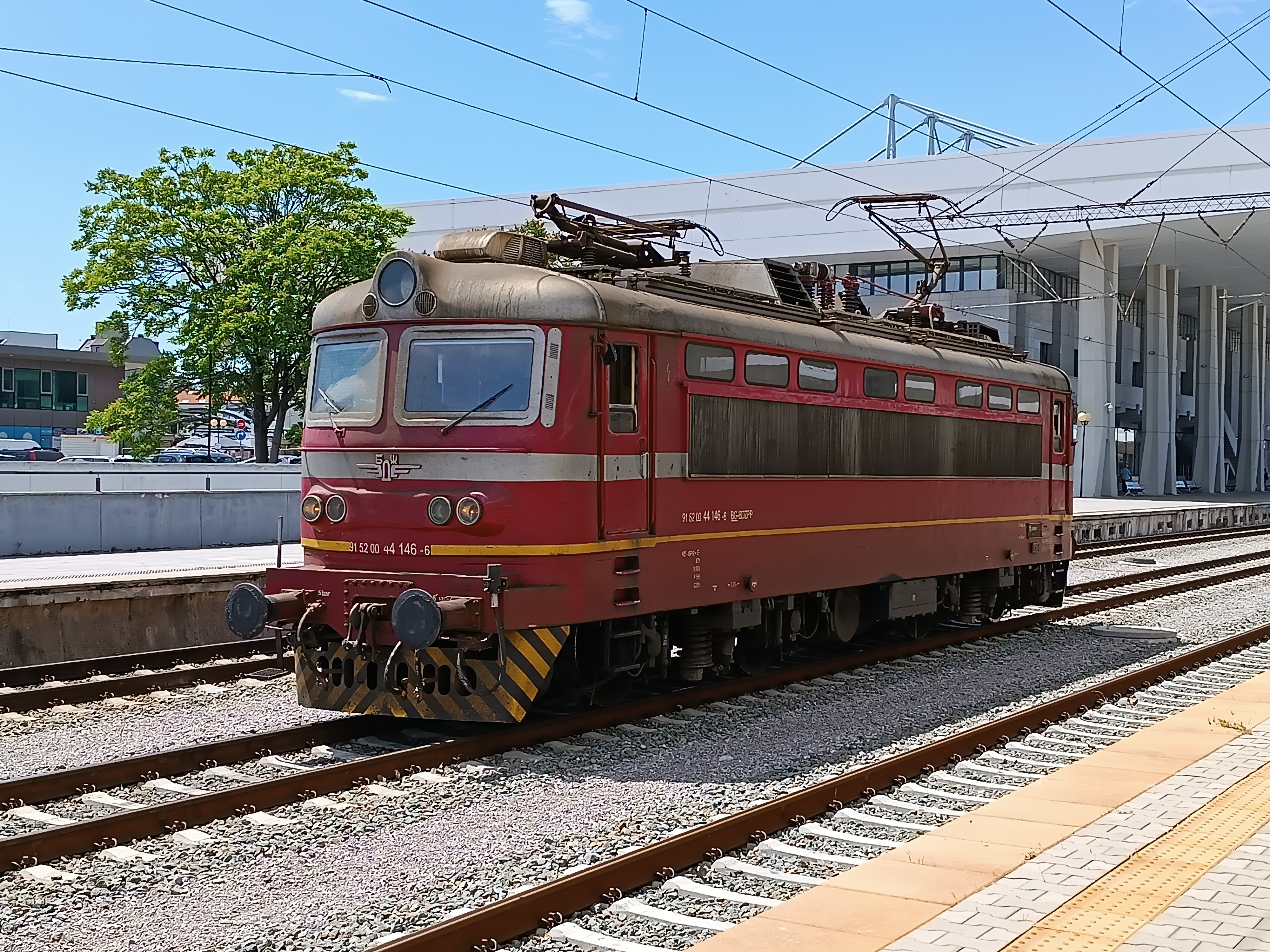
Ancienne locomotive classe 44 des BDŽ.
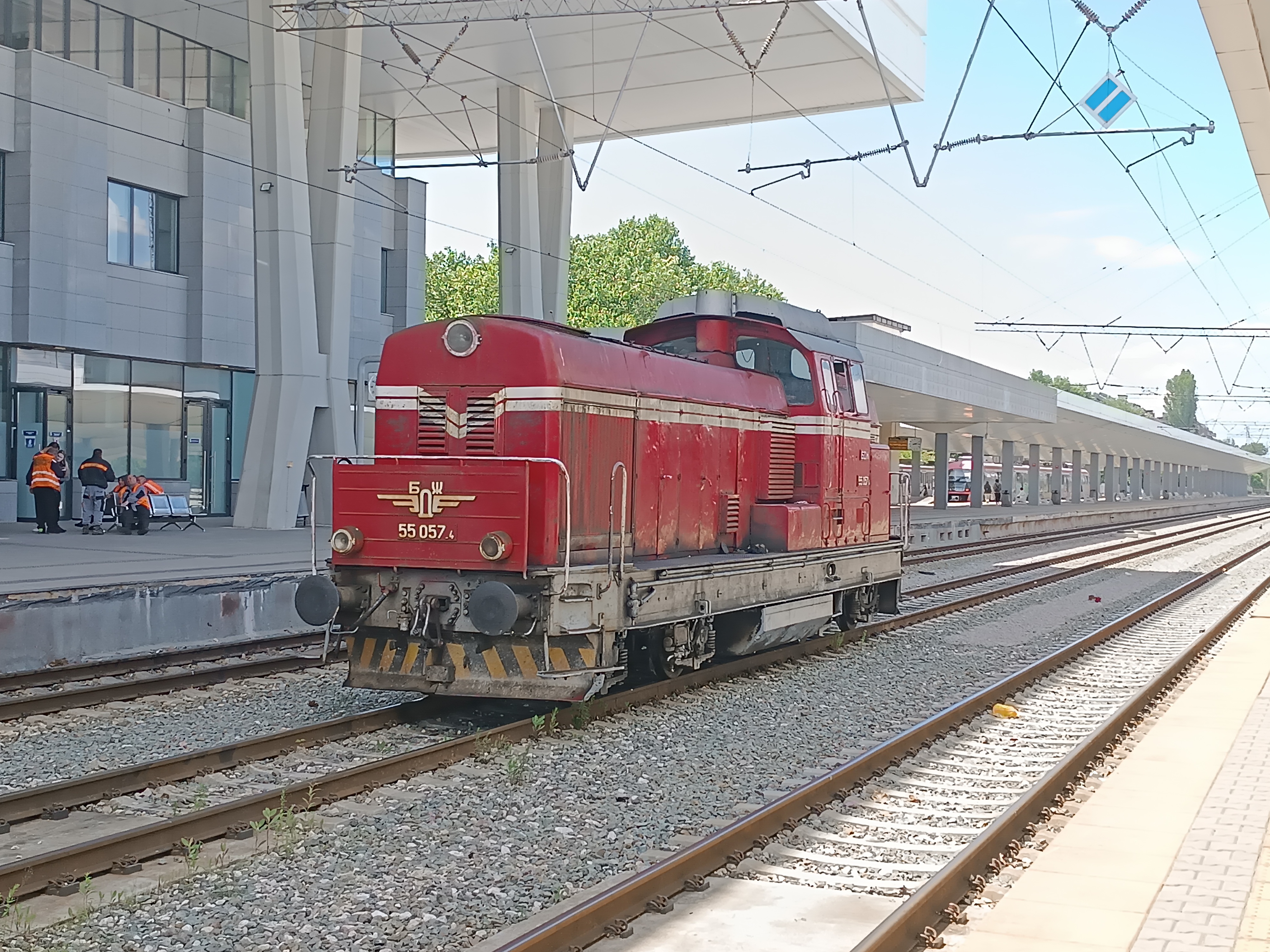
Locomotive de manœuvre en gare de Sofia.
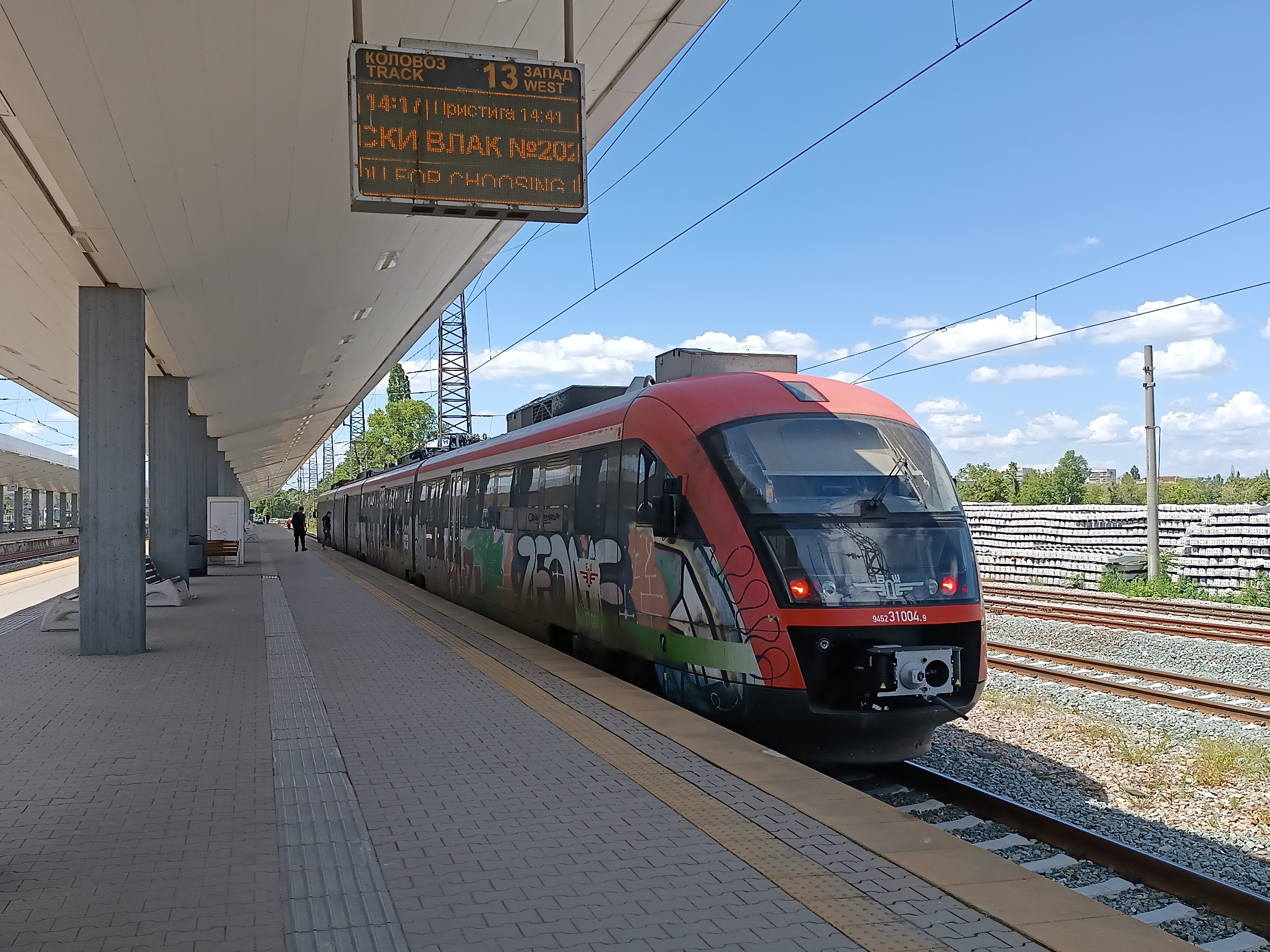
Automotrice Siemens Desiro des chemins de fer Bulgares à Sofia.